# Louis Nirenberg
Louis Nirenberg (Hamilton, 1925. február 28. – New York, 2020. január 26. előtt) kanadai-amerikai matematikus.

## Élete
Az ontarioi Hamiltonban született. A McGill Egyetemen tanult majd a New York Egyetemen PhD-zett 1949-ben. Témavezetője James J. Stoker volt. Disszertációjának címe: The Determination of a Closed Convex Surface Having Given Line Elements. A Courant Matematikatudományi Intézet professzora lett. Leginkább parciális differenciálegyenletekkel foglalkozik. Több neves tudományos kitüntetés tulajdonosa. Több tudományos társaság tagja. Az Erdős-száma 3.

## Írásai
- Lectures on linear partial differential equations. In: Conference Board of the Mathematical Sciences of the AMS. American Mathematical Society, Providence (Rhode Island) 1973.
- Functional Analysis. Courant Institute 1961.
- Topics in Nonlinear Functional Analysis. Courant Institute 1974.
- Partial differential equations in the first half of the century, in Jean-Paul Pier Development of mathematics 1900-1950, Birkhäuser 1994

## Díjai
- Crafoord-díj
- Böcher-díj
- National Medal of Science
- Leroy P. Steele-díj (Steele Prize)
- Abel-díj